# 한니 시이산
한니 시이산(태국어: ฮันนี่ ศรีอีสาน, 1971년 10월 22일 ~ 1992년 2월 26일)은 태국의 여자 가수이다. 1992년 2월 26일 시사껫주에서 일어난 도로 교통 사고로 인해 사망했다.

## 어린 시절
1971년 10월 22일 반머이, 동링하위 지구, 까마라싸이 지구, 깔라신주 태국에서 쑤핀 헴위찟 (สุพิน เหมวิจิตร)으로 출생, 그녀는 캄타와 미 헴위찟의 딸이었다. 1982년에 그녀는 초등 교육을 마쳤다.

## 직업
그녀는 1986년 머람밴드의 멤버로 활동하기 시작했다. 1991년 1월에, 그녀는 예나위 프로모션와 가수로 서명. 그녀의 첫 번째 정규 앨범 Nam Ta Lon Bon Thee Non (น้ำตาหล่นบนที่นอน), 1991년 1월 25일 출시, 다오 반던가 작곡하고 남 푸타이가 프로듀싱 한 노래로 성공했다.
1991년 10월 8일, 그녀는 두 번째 앨범"Won Phee Mee Rak Dieaw" (วอนพี่มีรักเดียว)를 녹음했다. 청취자들에게도 호평을 받았다. 그 후, 그녀는 팬클럽의 요청으로 자신의 음악 밴드를 설립했다. 그녀의 조기 사망 때문, 음악 산업에서의 그녀의 경력은 짧았다.

## 죽음
그녀는 1992년 2월 26일 쇼에서 돌아오다 교통 사고로 사망했다. 20살에 시사껫주에서.

## 음반
- Nam Ta Lon Bon Tee Non (น้ำตาหล่นบนที่นอน)
- Won Phee Mee Rak Diew. (วอนพี่มีรักเดียว)
- Karasin girls don't hope. (สาวกาฬสินธุ์สิ้นหวัง)
- Kao Taeng Rao Trom (เขาแต่ง เราตรม)
- Fan Rak Fan Rai (ฝันรัก ฝันร้าย)
- Suay Pro Pra Daek (สวยเพราะปลาแดก)